# Höganäs gruvkanal

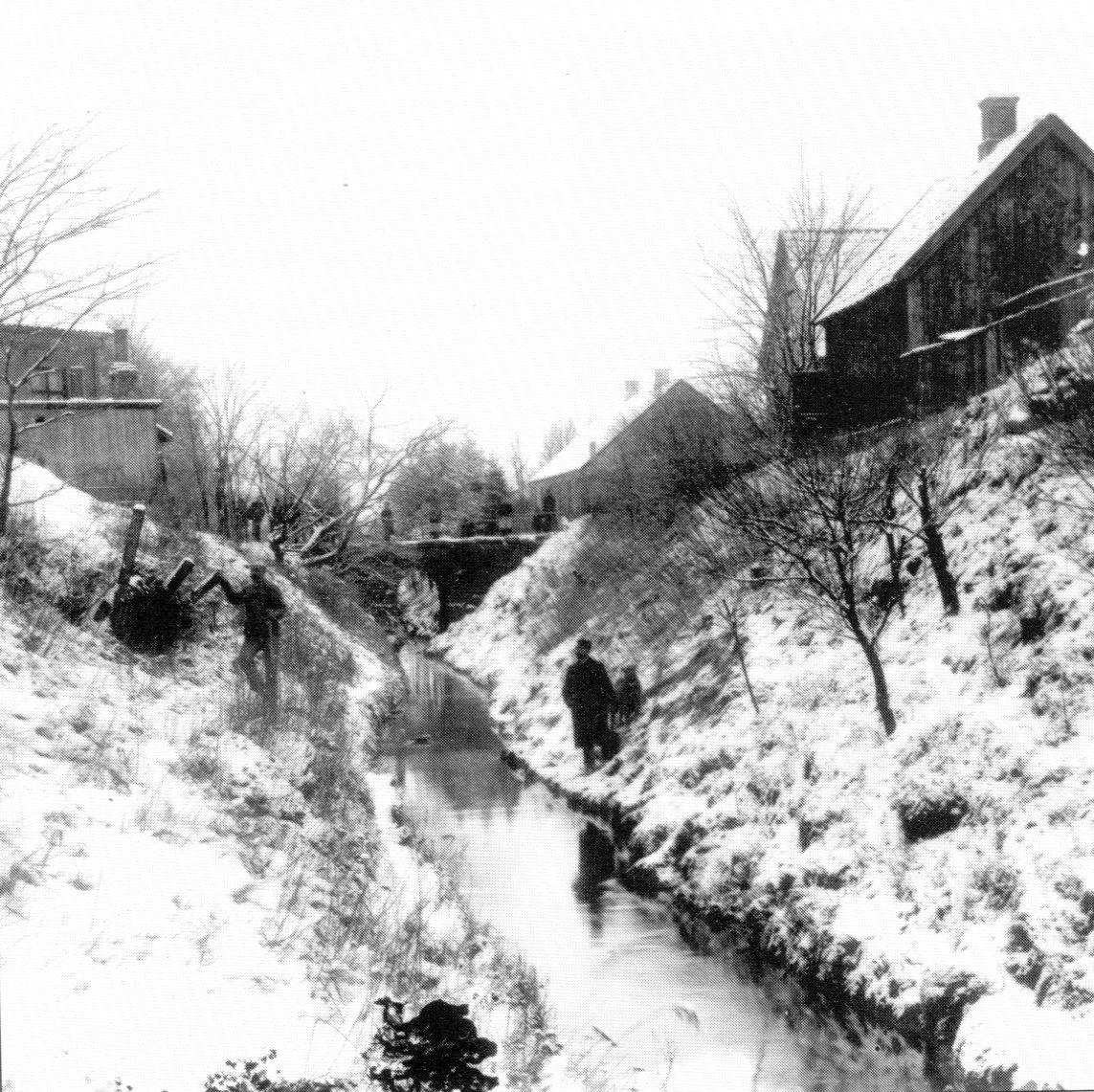
Gruvkanalen i Höganäs på 1910-talet.

Höganäs gruvkanal anlades år 1801-1802 i Höganäs gruvsamhälle. Syftet var dels att leda bort vatten som pumpades upp från Ryds kolgruvor, dels att transportera det uppfordrade kolet på pråmar till Höganäs hamn. Kanalen är numera igenlagd.

## Historik
När kolgruvorna i Höganäs anlades i slutet av 1700-talet, fick man stora problem med tillströmmande vatten i gruvorna. För att hålla gruvorna fria från vatten, införskaffades ångmaskiner som drev pumpar. Den största ångmaskinen, med en cylinderdiameter på 74 tum, fanns vid Ryds schakt. För att leda bort det uppumpade vattnet, och för att transportera kol till hamnen, anlades en 1,5 km lång kanal från Ryd till Höganäs hamn. Nere vid havet fanns förr en vall – Litorinavallen. Genom denna passerade kanalen i en tunnel. Därefter vidtog en 200 meter lång kanalbro, eller akvedukt, som befann sig cirka 2 meter över havsytan. Från denna kunde kolet lätt lastas ner i väntande båtar.
Gruvkanalen låg där Storgatan ligger idag. Från början fanns ingen bebyggelse där kanalen gick. Denna växte upp efter hand. Kanalen utnyttjades av invånarna för bad, tvätt och som allmänt avfallsdike. De hygieniska problemen blev så småningom stora, och därför beslutades på 1920-talet om att fylla igen, och delvis kulvertera kanalen. Detta arbete var klart på 1930-talet. Idag kan inga spår ses av kanalen i Höganäs.